# Sandro París
Sandro Andy SAS, comúnmente conocida como Sandro Paris, es una marca francesa de prêt-à-porter de lujo fundada en 1984 por Évelyne Chetrite en París .

## Historia
Sandro fue fundada en 1984 por Évelyne Chetrite con la ayuda de su marido como una marca contemporánea de lujo posicionada entre las marcas de diseñadores de lujo y las marcas del mercado masivo. Évelyne Chetrite ha descrito la filosofía de la marca como "casual pero siempre elegante" y "sofisticada pero guay".
Siendo en sus orígenes una marca de ropa femenina hasta que Ilan Chetrite, el hijo de la fundadora Évelyne Chetrite, incorporara la empresa y lanzara Sandro Homme en 2008.
Wmagazine describió el diseño de Sandro Homme como "masculino pero para nada macho" y "atemporal pero con un toque juguetón".
El modelo de negocio de Sandro fue exclusivamente mayorista hasta 2007, cuando comenzó a abrir tiendas minoristas independientes en Europa. La primera boutique Sandro en EE. UU. abrió sus puertas en 2011 en la ciudad de Nueva York. En 2023, Sandro tendrá más de 50 puntos de venta en Estados Unidos.
Isabelle Allouch, exejecutiva de Balenciaga, fue nombrada CEO en 2019, antes de unirse al grupo SMCP.
En 2021, Sandro lanzó su oferta de segunda mano en Francia y posteriormente en otros países europeos como Alemania, Holanda y España.
Para el otoño-invierno 2023, Sandro fusionó su colección de prêt-à-porter con la herencia y la estética occidental de Wrangler, una marca estadounidense apasionada por el denim.
En diciembre de 2023, Sandro amplió su presencia en el mercado estadounidense con la apertura de una nueva tienda en el centro comercial Westfield Topanga en Los Ángeles.
En agosto de 2025, se anunció la llegada de Sandro a Argentina, con una tienda en el Shopping Alcorta de la ciudad de Buenos Aires, siendo así la primera de Sudamérica.